# Partido Nacional de Honduras
Partido Nacional de Honduras (PNH) är ett borgerligt parti i Honduras, bildat 1902 genom samgående av Manuelistas och Progressiva partiet. PNH är medlem av Internationella demokratiska unionen och observatör av Kristdemokratiska internationalen.
Partiet är det äldsta i landet och dominerar sedan många år tillbaka honduransk politik, tillsammans med ärkerivalerna i Partido Liberal de Honduras. Ricardo Maduro (2002-06) var den senaste honduranske presidenten som tillhörde partiet.